# Murjókóin

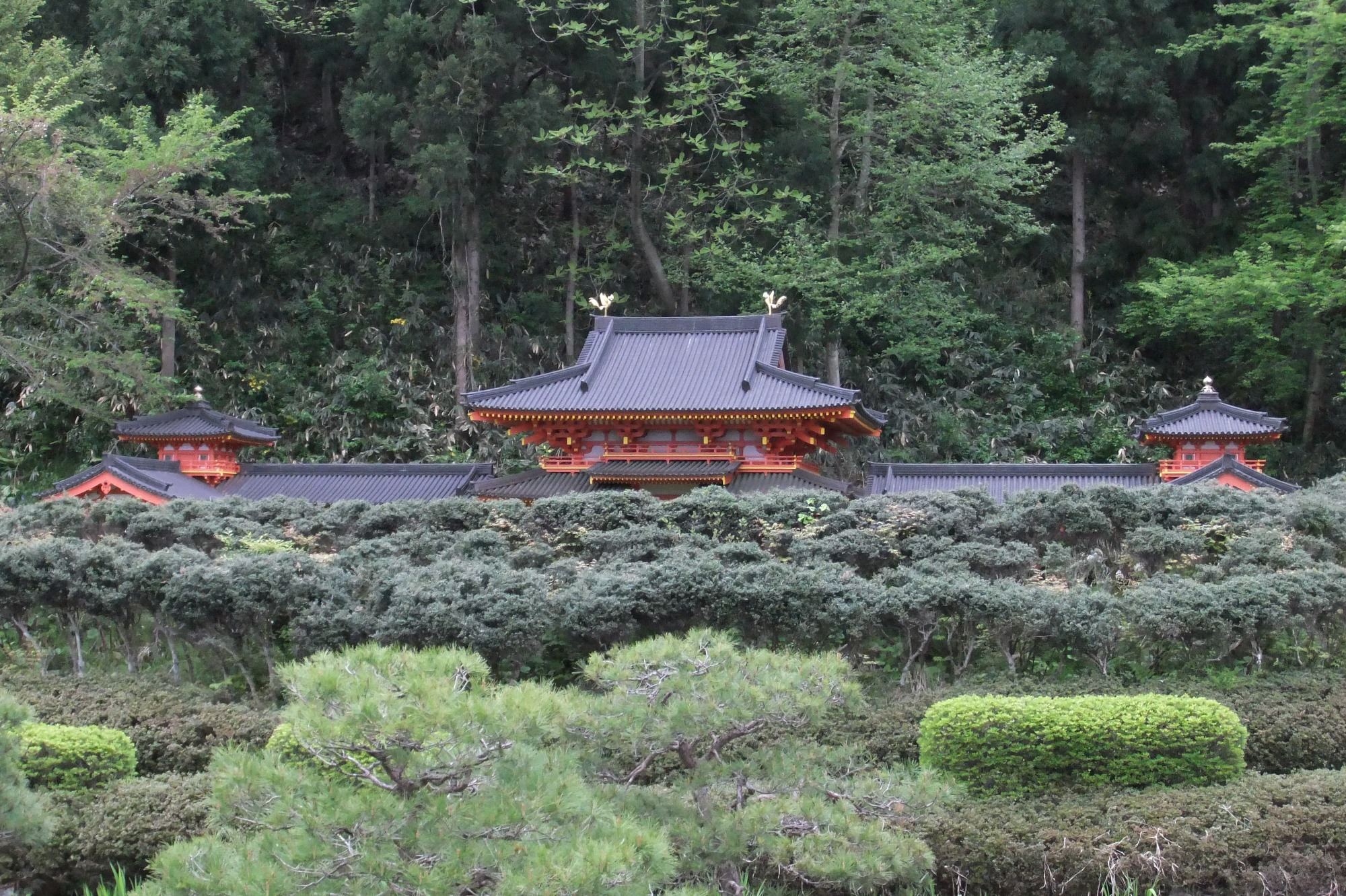
Replika Murjókóinu ve čtvrtinovém měřítku v historické vesnici v Esaši

Murjókóin (japonsky 無量光院) byl buddhistický chrám postavený Fudžiwara no Hidehirou na území dnešního města Hiraizumi v prefektuře Iwate v Japonsku. Jako vzor pro stavbu sloužil chrám Bjódóin v Udži. Murjókóin byl nádherný chrám, jenž velikostí přesahoval i Bjódóin, ale byl zničen opakovanými požáry a do současnosti se dochovaly jen hliněné a kamenné základy.
V roce 1955 byly pozůstatky chrámu prohlášeny za národní památku zvláštního významu (国の特別史跡, Kuni no tokubecušiseki).
Pozůstatky chrámu Murjókóin jsou jednou z památek v katastru města Hiraizumi, které byly v roce 2011 zapsány na Seznam světového dědictví UNESCO pod společným označením Hiraizumi - chrámy, zahrady a vykopávky reprezentující buddhistickou Čistou zemi.